# Иллуги
Иллуги — сын Свиди, герой скандинавских саг.
О судьбе Иллуги рассказывает «Illuga-saga Gridharfostra», известная в двух рукописях: пергаментной — конца XV века и бумажной, Иона Эрлендсона. Сага издана Гудмундом Олофсоном, с шведским переводом: «Illuge Grydar Fostres Historia etc.» (Упсала, 1695) и Рафном: «Fornaldar Sögur Nordrlanda» (Копенгаген, 1830).
Оклеветанный перед датским королём Хрингром, сыном Скёльда, попадает в Северном море в пещеру заколдованной Сигни, превращенной чарами в злое существо Гридур. Здесь ему грозит смертельная опасность, но он спасается благодаря своему бесстрашию и не только освобождает Сигни от чар, но и женится на её дочери, прекрасной Хильдур.
На обратном пути в Данию Иллуги, благодаря Гридур, освобождается от клеветника; примиряется с королём и выдает Сигни замуж за своего товарища детства, Сигурдра, сына Хрингра и Сигрид из Валланда (Галлии).